# Золотов Микола Олександрович
Микола Олександрович Золотов (рос. Николай Александрович Золотов, біл. Мікалай Аляксандравіч Золатаў, нар. 11 листопада 1994, Вітебськ, Білорусь) — білоруський футболіст, захисник казахстанського клубу «Єлімай» (Семей). У 2019—2021 роках виступав за збірну Білорусі.

## Кар'єра

### Клубна
Розпочав кар'єру в дублі «Вітебська». Після вильоту вітебського клубу з Вищої ліги в сезоні 2011 року і розформування дубля він продовжив кар'єру в фарм-клубі «Вітебськ-2», де міцно закріпився в основі.
Наприкінці сезону 2012 року разом із товаришем по команді Євгеном Лебедєвим перейшов до солігорського «Шахтаря». У сезоні 2013 року виступав за дубль гірників, що допомогло йому виграти чемпіонат дублюючих команд. Наступного сезону він почав з'являтися на лавці запасних в основній команді, але так і не з'явився на полі.
У лютому 2015 року разом з Євгеном Лебедєвим був відданий в оренду у «Вітебськ» до кінця сезону. У вітебському клубі він відразу зарекомендував себе як основний гравець. 11 квітня 2015 року дебютував у Вищій лізі в матчі проти мікашевіцького «Граніту» (1:1). З серпня він втратив місце в основі і став грати за дубль «Вітебська».
У січні 2016 року після повернення з оренди, готувався до сезону разом із основною солігорської команди, але в квітні, безпосередньо перед початком чемпіонату, знову був відданий в оренду у «Вітебськ». У сезоні 2016 року виступав за основну команду «Вітебська», чергуючи виступи у стартовому складі та на заміну.
У січні 2017 року він повернувся з оренди в Солігорську, але незабаром повернувся у «Вітебськ», підписавши з командою повноцінний контракт. У першій половині сезону 2017 року Золотов не мав міцного місця в основі, а з вересня закріпився у стартовому складі. У сезонах 2018—2019 він залишався сильним гравцем бази.
У грудні 2019 року після закінчення терміну дії контракту залишив «Вітебськ» і незабаром підписав довгостроковий контракт з російським клубом «Урал» з Єкатеринбурга. У російському клубі не став основним гравцем (сезон 2019/20 — 8 матчів, сезон 2020/21 — 9 матчів), і 18 січня 2021 року контракт був розірваний за згодою сторін.
5 лютого 2021 року став гравцем «Колоса» (Ковалівка).

### Збірна
13 серпня 2014 року дебютував у молодіжній збірній Білорусі в товариському матчі проти Молдови. Загалом він провів 20 матчів за молодіжну команду, в яких його використовували як флангового захисника та півзахисника.
9 вересня 2019 року він дебютував у національній збірній Білорусі, зігравши всі 90 хвилин у товариському матчі проти Уельсу (0:1).

## Статистика ефективності
| Сезон | Дивізіон | Клуб                  | Матчі | Голи |
| ----- | -------- | --------------------- | ----- | ---- |
| 2011  | дубль    | «Вітебськ»            | 7     | 0    |
| 2012  | Д3       | «Вітебськ-2»          | 27    | 1    |
| 2013  | дубль    | «Шахтар» (Солігорськ) | 32    | 1    |
| 2014  | дубль    | «Шахтар» (Солігорськ) | 31    | 0    |
| 2015  | Д1       | «Вітебськ»            | 16    | 0    |
| 2016  | Д1       | «Вітебськ»            | 23    | 0    |
| 2017  | Д1       | «Вітебськ»            | 21    | 0    |
| 2018  | Д1       | «Вітебськ»            | 29    | 0    |
| 2019  | Д1       | «Вітебськ»            | 25    | 2    |